# Salvelinus
Salvelinus – rodzaj ryb z rodziny łososiowatych (Salmonidae).

## Klasyfikacja
Gatunki zaliczane do tego rodzaju:
| - Salvelinus agassizii - Salvelinus albus - Salvelinus alpinus – golec zwyczajny, golec, pstrąg alpejski - Salvelinus andriashevi - Salvelinus aureolus - Salvelinus boganidae - Salvelinus colii - Salvelinus confluentus - Salvelinus curilus - Salvelinus czerskii - Salvelinus drjagini - Salvelinus elgyticus - Salvelinus evasus - Salvelinus faroensis - Salvelinus fimbriatus - Salvelinus fontinalis – pstrąg źródlany - Salvelinus gracillimus - Salvelinus grayi - Salvelinus gritzenkoi - Salvelinus inframundus - Salvelinus jacuticus - Salvelinus killinensis - Salvelinus krogiusae - Salvelinus kronocius - Salvelinus kuznetzovi - Salvelinus lepechini – palia | - Salvelinus leucomaenis – golec dalekowschodni - Salvelinus levanidovi - Salvelinus lonsdalii - Salvelinus mallochi - Salvelinus malma – malma - Salvelinus maxillaris - Salvelinus murta - Salvelinus namaycush – palia jeziorowa, palia amerykańska - Salvelinus neiva - Salvelinus neocomensis - Salvelinus obtusus - Salvelinus perisii - Salvelinus profundus - Salvelinus salvelinoinsularis - Salvelinus scharffi - Salvelinus schmidti - Salvelinus struanensis - Salvelinus taimyricus - Salvelinus taranetzi - Salvelinus thingvallensis - Salvelinus tolmachoffi - Salvelinus trevelyani - Salvelinus umbla - Salvelinus vasiljevae - Salvelinus willoughbii - Salvelinus youngeri |

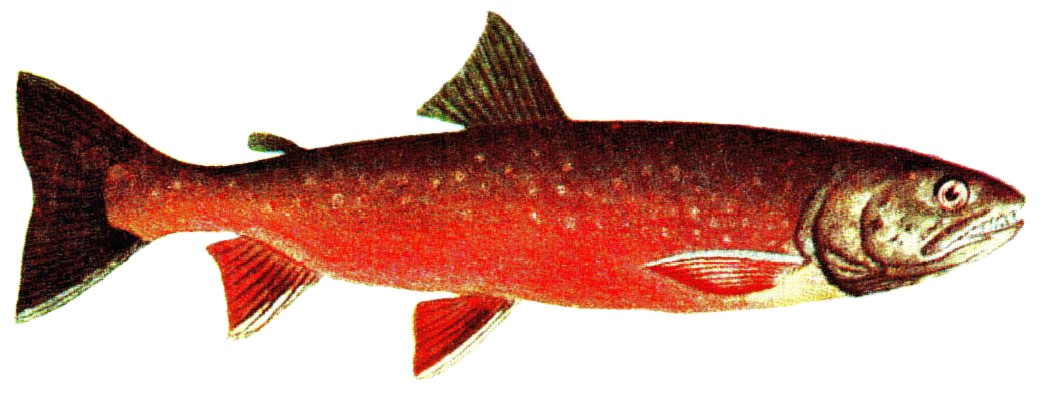
Salvelinus alpinus
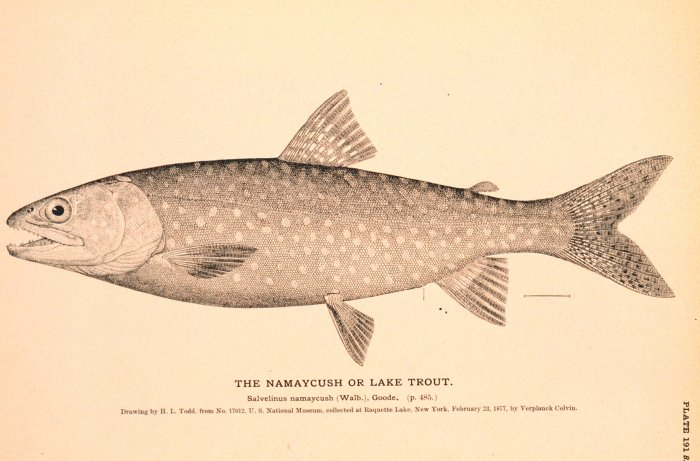
Salvelinus namaycush

W powyższym wykazie ujęto również gatunki wymarłe:
- †Salvelinus agassizii
- †Salvelinus neocomensis
- †Salvelinus profundus